# Danville (Virginie)
Pour les articles homonymes, voir Danville.
Danville est une commune indépendante située dans l'État de Virginie aux États-Unis.
Elle est également surnommée « la ville des églises » ou City of Churches car on y trouve plus d'églises au kilomètre carré que dans toute autre ville de Virginie.  Danville était la dernière capitale des États confédérés d'Amérique.
En l'an 2000 la population de Danville était de 48 411 habitants. Nestlé a une usine de fabrication de pâte à cookies, qui emploie 500 personnes (près d'1 % de la population locale), dans la ville. 
Une série américaine a été dédiée à Danville : Phinéas et Ferb.